# Aquädukt von Zaghouan
Das Aquädukt von Zaghouan oder Aquädukt von Karthago ist ein antikes römisches Aquädukt, das die nordafrikanische Stadt Karthago mit Wasser versorgte. Von den Quellen am Djebel Zaghouan südlich der Kleinstadt Zaghouan gespeist, gehörte es mit einer Gesamtlänge von 132 km zu den längsten Aquädukten der Römer.

## Datierung
Der Bau des Aquädukts ist nicht eindeutig datiert. Anhaltspunkte geben zum einen ein Besuch des Kaisers Hadrian im Jahr 128, mit dem eine fünfjährige Trockenzeit geendet haben soll. Der mit der Dürre einhergehende Wassermangel hatte vermutlich dazu geführt, dass die Menschen nicht mehr nur vom Regen abhängig sein wollten. Ein zweites Ereignis bildet die Einweihung der Antoninus-Pius-Thermen 162 in Karthago. Diese Badeanlage in der Größe der Kaiserthermen in Rom forderte eine stetige Wasserversorgung, die nicht mehr alleine durch Regen gedeckt werden konnte.

## Die Quellen

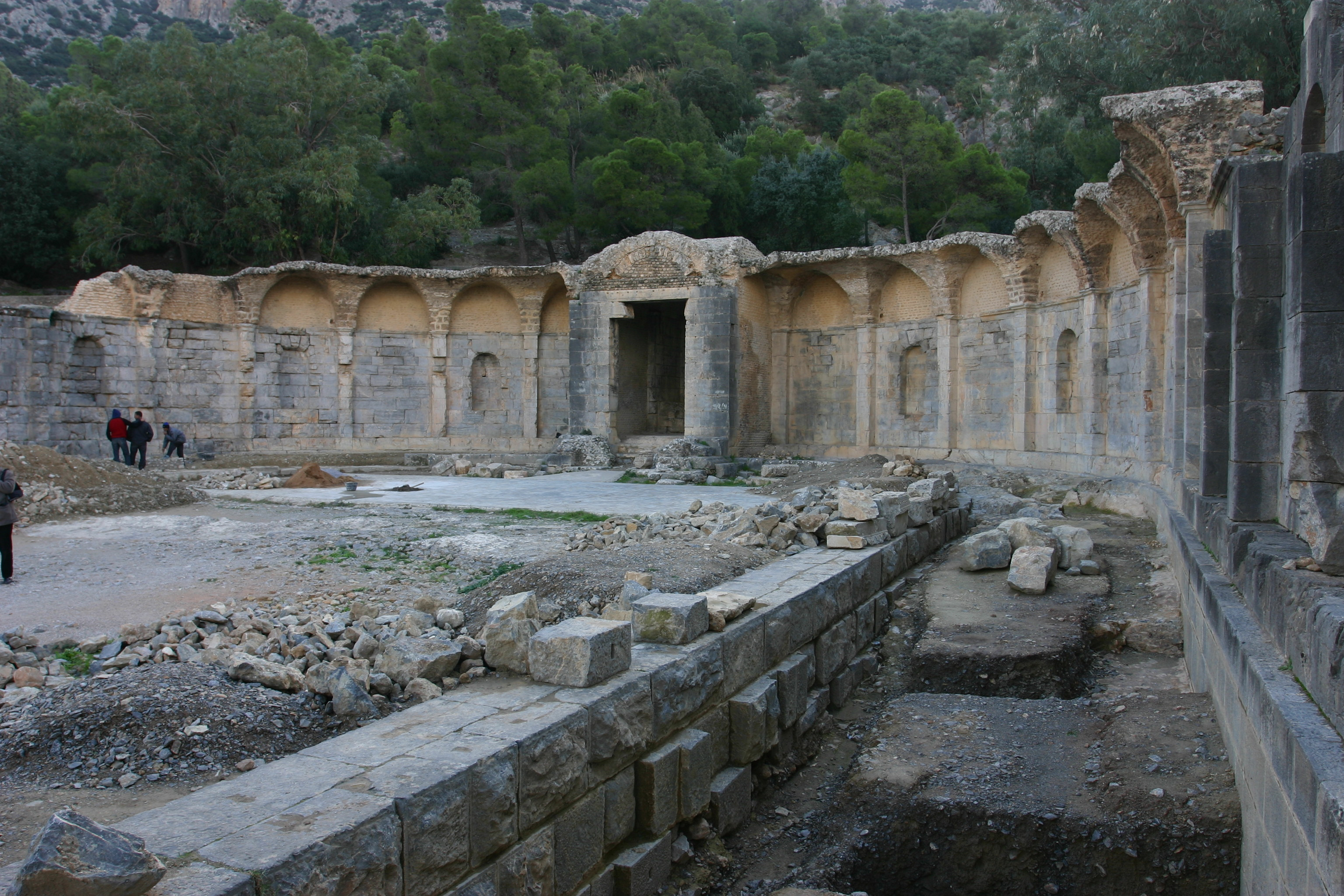
Überreste des Quellheiligtums bei Zaghouan

Gespeist wird das Aquädukt durch mehrere Quellen, die in unterschiedlichen Zeiten angeschlossen wurden.

### Hauptquelle
Die Hauptquelle liegt in der Nähe der Ortschaft Zaghouan am Nordhang des Djebel Zaghouan, einem Gebirge etwa 60 km südlich von Karthago. Über der Quelle wurde in römischer Zeit ein Quellheiligtum (Nymphäum) errichtet, das sich zum wichtigsten im antiken Nordafrika entwickelte.
Das Heiligtum befindet sich auf einer künstlichen Terrasse. Nach Norden hin geöffnet und im südlichen Teil sich in einem Halbkreis schließend wurde ein Platz von einem etwa 4 m breiten Säulengang umschlossen. Im Zentrum der Kolonnaden befand sich die Cella, unter der die Hauptquelle entsprang. Die in den seitlichen Nischen gefundenen Statuenreste befinden sich heute im Bardo-Museum von Tunis.
Die Außenmauer hatte einen Kern aus Opus Caementitium und war mit grob bossierten Kalksteinquadern verkleidet. Die zum Platz hin gerichtete Mauer war durch Halbsäulen in 26 Bereiche unterteilt. In jeder zweiten gab es eine Nische für Statuen, die aber nicht mehr erhalten sind. Gegenüber jeder Halbsäule gab es eine ganze Säule, über die sich ein Kreuzgratgewölbe spannte. Das Gewölbe bestanden aus porösem Travertin, der mit Marmor verkleidet war. Die Säulen bestanden aus Sandstein. Die Außenseite des Gewölbes wurde mit wasserdichtem Opus signinum abgedichtet und ohne weiteren Schutz belassen. Der Boden der Portikus war mit einem Mosaik belegt. Die Cella, als wichtigster Ort des Bauwerks, bestand aus Kalkstein, der mit Marmor verkleidet war.
Im Bereich des Quellheiligtums entspringen fünf Quellen. Diese wurden im Bereich der künstlichen Terrasse in ihrem ursprünglichen, unterirdischen Bett belassen und erst unterhalb der Terrasse in einem Becken zusammengefasst. Aus dem Becken floss dann das Wasser in die Leitung des Aquädukts. Neben der Aufgabe des Wasserfassens diente das Becken auch zur Reinigung des Wassers. Durch den Aufenthalt des Wassers konnten Verunreinigungen sich auf den Grund absetzen.

### Zweite Quelle
In severischer Zeit wurde eine zweite Quelle an das Aquädukt angeschlossen. Diese Befand sich in der Region von Jouggar. Auch über dieser Quelle befand sich ein Quellheiligtum, das aber nie die Bedeutung desjenigen von Zaghouan erreichte.

## Die Wasserleitung

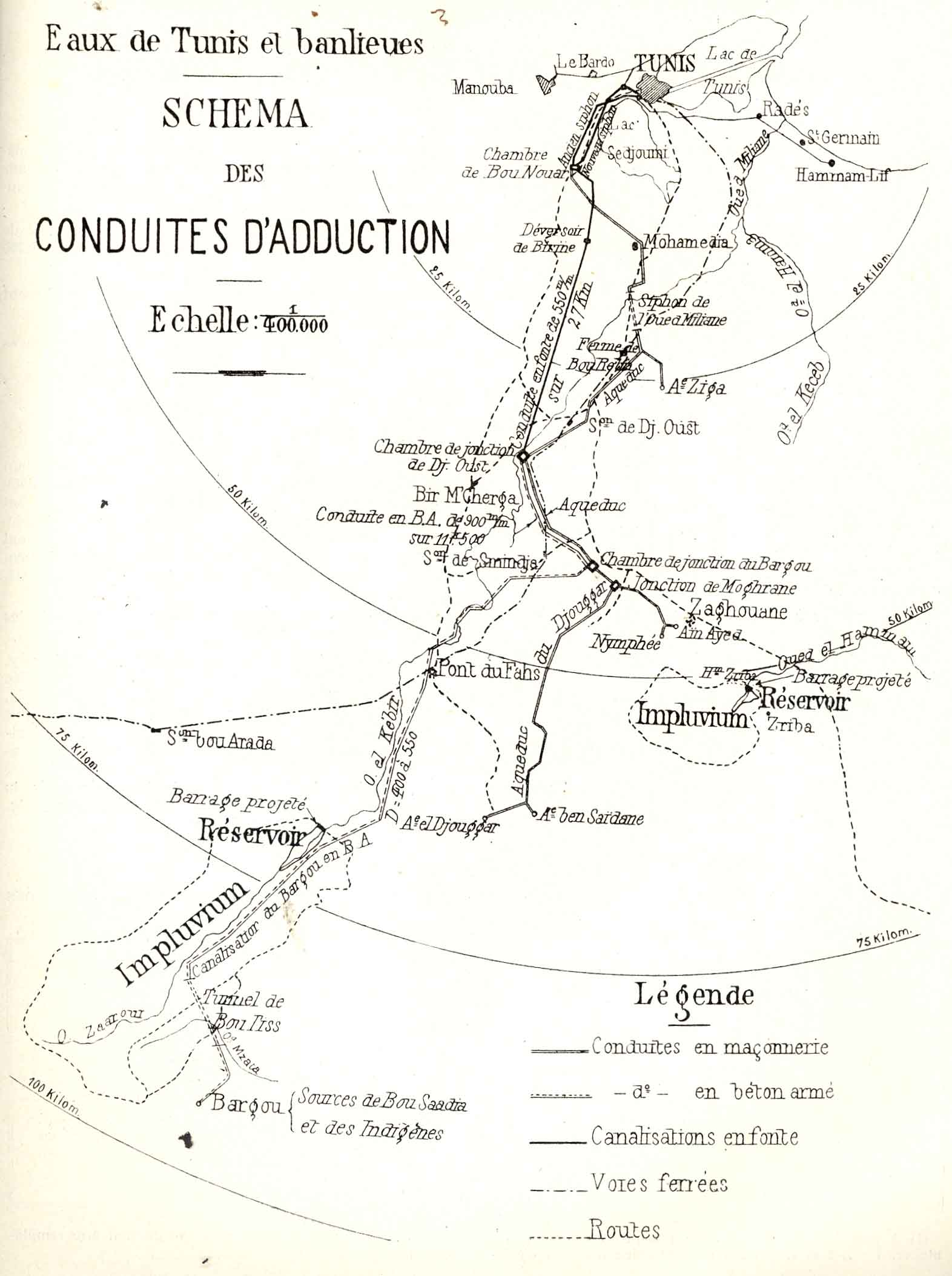
Karte der Wasserleitung von Zaghouan und Jouggar nach Tunis (1928)

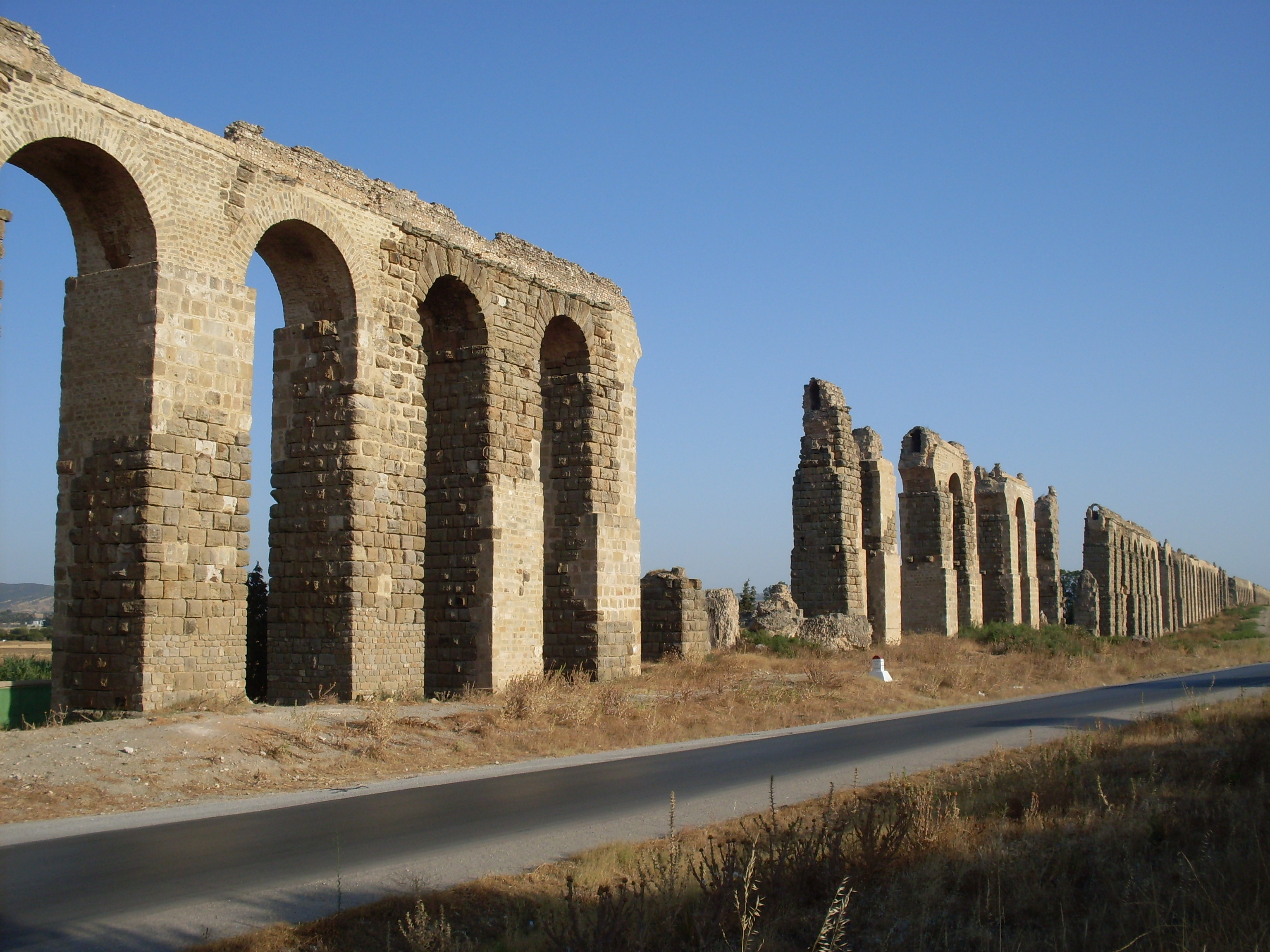
Arkaden bei Oudna, restauriert

### Technische Daten
Das Aquädukt von Karthago ist eine Meisterleistung römischer Baukunst. Auf der Strecke von Zaghouan bis Karthago überwindet es in etwas mehr als 90 km nur 264 m Höhendifferenz, was ein durchschnittliches Gefälle von 0,3 % ergibt. Jedoch werden auf den ersten 6 km bis Moghrane bereits 130 m überwunden. Somit ist das restliche Gefälle bis Karthago durchschnittlich noch 0,15 %. In Moghrane mündet die später entstandene Leitung vom Djebel Djouggar, die weitere 33 km lang ist. Insgesamt hat das Aquädukt mit allen Nebenleitungen eine Länge von 132 km und gehört somit zu den längsten im römischen Reich.
Die Leitung lieferte zwischen 200 und 370 l Wasser in der Sekunde, was zwischen 17 und 32 Mio. l im Tag ergab. Die Fließgeschwindigkeit betrug je nach Gefälle zwischen 3,5 und 5,5 km pro Stunde. Somit brauchte das Wasser etwa 1,5 bis 2 Tage von Zaghouan nach Karthago.

### Verlauf
Die Wasserleitung wurde so errichtet, dass sie ein stetes, wenn auch nicht gleichmäßiges, Gefälle aufwies, damit das Wasser ohne weitere Unterstützung die Strecke überwinden konnte. Um einen möglichst geringen Arbeitsaufwand zu haben, wurde die Leitung, wo möglich, auf bzw. knapp unter der Erdoberfläche verlegt. Da man unnötigen Höhenverlust vermeiden wollte, folgte man mit der Leitung den Höhenkurven der Hügel. In drei Ebenen war es aber nicht möglich, die Leitung auf dem Boden zu errichten. So entstanden imposante Arkaden. Es waren dies:
- In der Ebene des Oued Miliane bei Oudna und Mohamedia: 5 km. Dazu kam eine etwa 125 m breite Brücke über den Fluss Miliane aus einer doppelten Arkadenreihe mit einer Höhe von 33 m. Die Brücke wurde 1859 beim Bau einer neuen Brücke abgerissen, um die Steine wiederzuverwenden.
- Bei Oued Ellil: 2 km auf bis zu 20 m hohen Arkaden
- In der Ebene von La Soukra, zwischen El Ariana und Karthago: 10 km auf bis zu 20 m hohen Arkaden

Am besten erhalten ist der Abschnitt bei Oudna und Mohamedia. Weitere Arkaden des Aquädukts finden sich bei Oued Ellili nordwestlich von Tunis südlich der Nationalstraße 7. Vom Abschnitt bei Karthago hat sich dagegen praktisch kein stehendes Mauerwerk der Wasserleitung erhalten. Dieser Teil des Aquädukts wurde ab dem 17. Jahrhundert zerstört. Eine Kette von Bruchstücken des Aquädukts quert das Flugfeld des Flughafens von Tunis.

### Querschnitt
Die Leitung hatte im Querschnitt die Maße von ca. 90 cm in der Breite und 130 cm in der Höhe. Nach oben wurde sie mit einem Gewölbe abgeschlossen. Die Wand bestand aus Opus caementitium und war mit Bossenquadern aus Sandstein verkleidet. Der wasserführende Teil der Leitung war mit mehreren Schichten Opus signinum wasserdicht verkleidet. Die Estriche dienten auch zur Feinnivellierung des Gefälles. Zur Belüftung gab es kleine, quadratische Öffnungen in der Decke. Im Boden der Leitung befanden sich in regelmäßigen Abständen kreisrunde Vertiefungen, die zur Reinigung des Wassers dienten, da sich Schwebestoffe darin absetzen konnten. Dies forderte aber eine ständige Kontrolle und Reinigung der Leitung.

## Die Zisternen

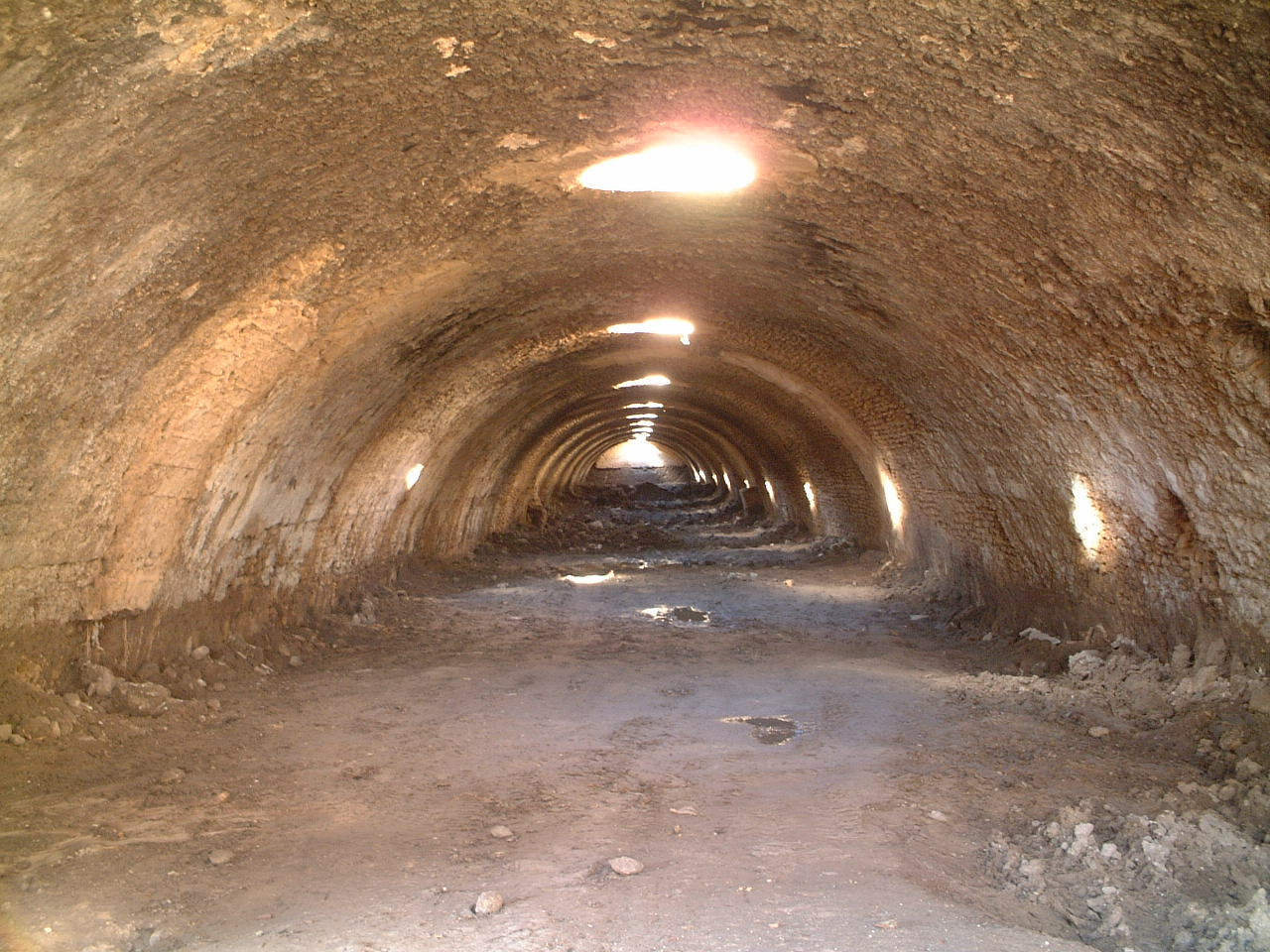
Blick in ein Gewölbe der Zisterne von La Malga

Die Verteilung des Wassers innerhalb Karthagos ist noch nicht geklärt. Man geht davon aus, dass die Leitung in zwei Zisternen mündete und von dort weiter verteilt wurde. Bisherige archäologische Ausgrabungen lieferten aber noch keine gesicherten Aussagen zur Verteilung zu den Zisternen.

### Zisterne von La Malga
Die Zisterne von La Malga ist die weltweit größte aus antiker Zeit. Sie fasste vermutlich 51 Mio. Liter. Auf Grund der Mörtelbeschaffenheit wird sie ins 1. Jahrhundert nach Christus datiert. Bis heute ist aber noch nicht geklärt, wie die Zisterne in jener Zeit genutzt werden konnte, da noch kein Aquädukt bestand und diese riesigen Wassermassen kaum nur durch Regenwasser gesammelt werden konnten.

### Zisterne von Bordj Djedid
Die Zisterne von Bordj Djedid besteht aus 18 parallelen tonnenförmigen Becken und fasste etwa 25–30 Mio. Liter. Sie war für die Versorgung der Antoniusthermen verantwortlich. Das Baudatum der Zisterne ist nicht bekannt, allerdings sind Umbauten im Zusammenhang mit dem Bau der Antoniusthermen nachgewiesen. Die Zisterne befindet sich heute im Areal des Präsidentenpalasts und ist nicht öffentlich zugänglich.

## Spätere Verwendung
Da die Wasserversorgung wichtig für eine Stadt war, wurde das Aquädukt bei der Belagerung durch die Vandalen 439, bei der Rückeroberung durch oströmische Truppen und schließlich bei der Einnahme Karthagos durch die Araber 698 zerstört, jedoch jedes Mal wieder in Stand gesetzt. Im 13. Jahrhundert baute ein arabischer Herrscher eine Abzweigung zu seinem Palast in der Ebene von Manouba, um seine Gärten zu bewässern. Ab dem 16. Jahrhundert zerfiel das Aquädukt stark und wurde als Steinbruch verwendet.
Im Jahr 1859 erhielt ein französischer Ingenieur den Auftrag, die Wasserleitung zu restaurieren, um Tunis mit Wasser zu versorgen. Während die meisten ebenerdigen Leitungen wiederverwendet werden konnten, wurde anstelle der Leitung auf Pfeilern, die meistens vollständig zerstört waren, moderne Druckwasserleitungen verlegt. Seit der Inbetriebnahme 1862 wird die Leitung verwendet und liefert heute im Durchschnitt 12 000 m³ Wasser im Winter und 3 000 m³ im Sommer.

## Bilder

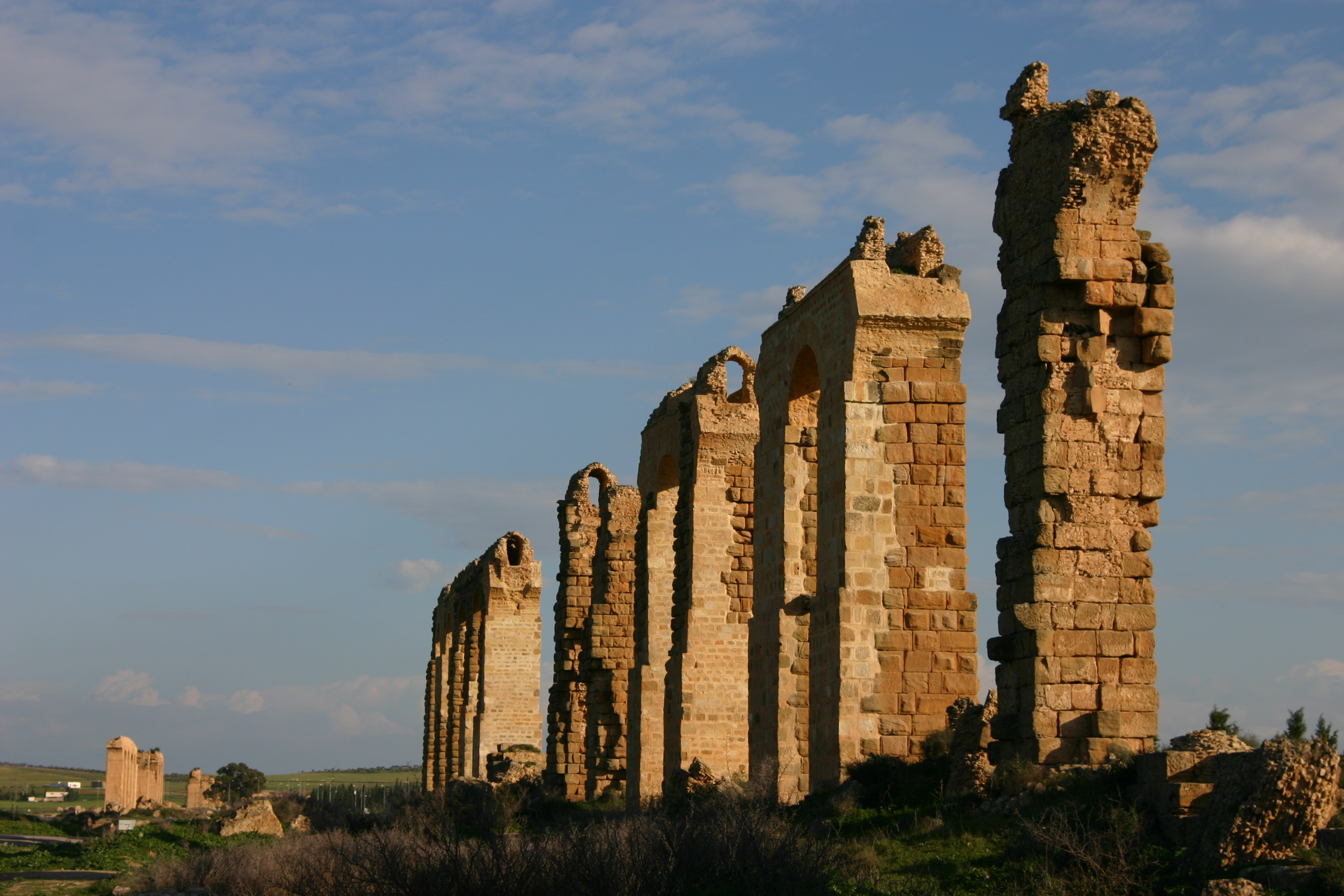
Pfeilerüberreste bei Oudna
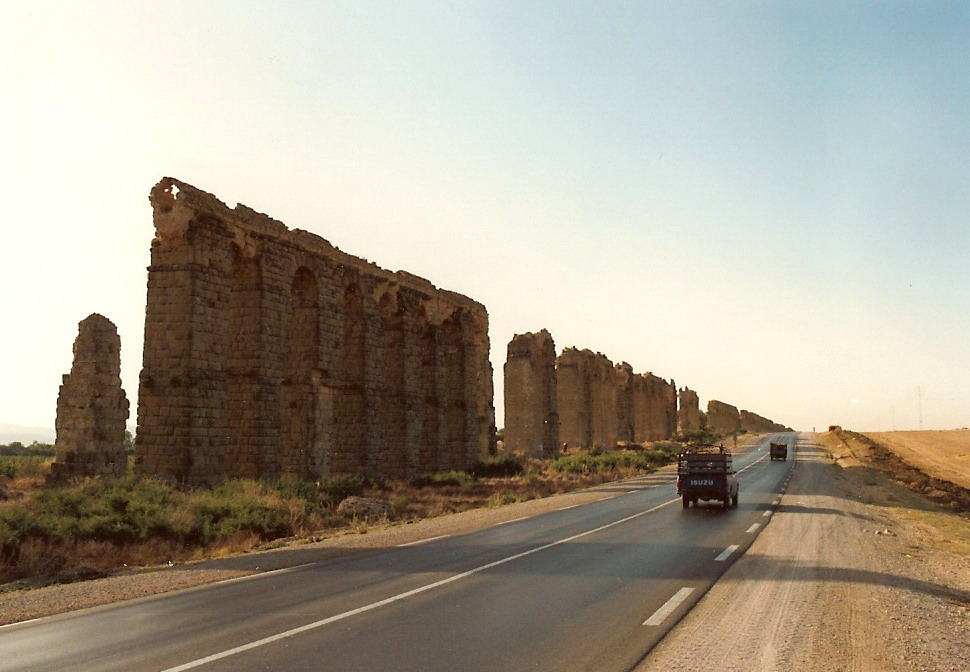
Pfeilerüberreste bei Mohamedia
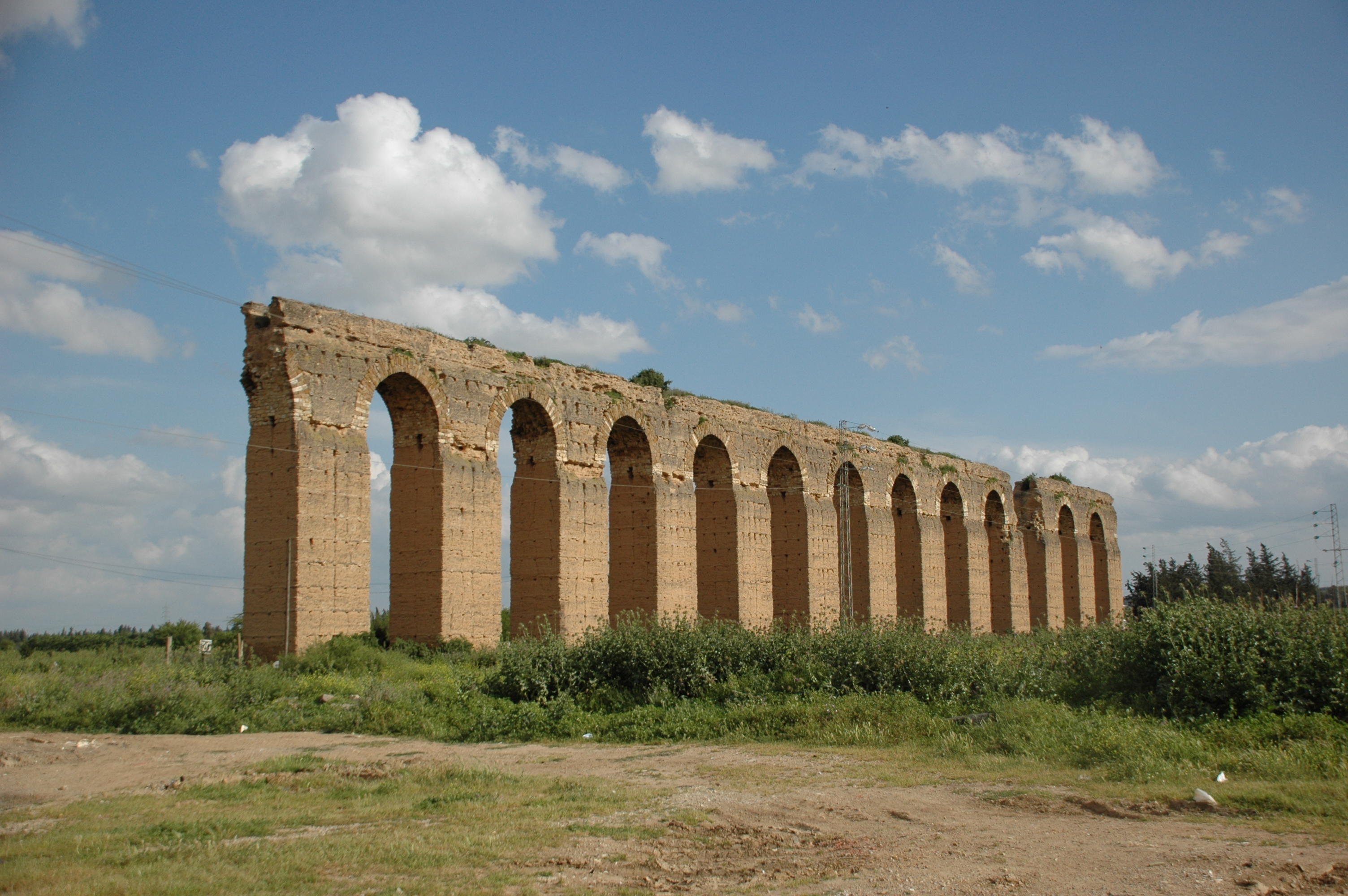
In arabischem Stil restaurierte Pfeiler bei Ouel Ellil
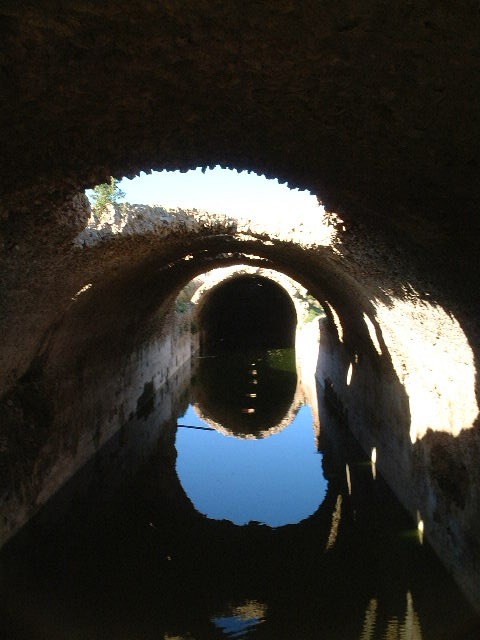
Ein Gewölbe der La-Malga-Zisterne

## Bibliographie
- Friedrich Rakob: Das römische Quellenheiligtum bei Zaghouan in Tunesien. In Archäologischer Anzeiger. Band 84, 1969, S. 284–300.
- Friedrich Rakob: Das Quellenheiligtum in Zaghouan und die römische Wasserleitung nach Karthago. In: Römische Mitteilungen. Band 81, 1974, S. 51–89.
- Friedrich Rakob: Die römische Wasserleitung von Karthago. In: J.-P. Boucher (Hrsg.): Journées d‘études sur les aqueducs romains = Tagung über römische Wasserversorgungsanlagen, Lyon 26.-28. Mai 1977. Paris 1983, S. 309–318.
- H. Slim: Maîtrise de l'eau en Tunisie à l'époque romaine. In: G. Argoud u. a. (Hrsg.): L’eau et les hommes en Méditerranée et en Mer Noire dans l’antiquité. Athen 1992, S. 513–532.
- A. Wilson: Water supply in ancient Carthage. In: Carthage papers (= Journal of Roman Archaeology. Supplementary series. Band 28). Portsmouth, RI 1998, ISBN 1-887829-28-8, S. 65–102.